# Джиральди, Чинцио
Джамбатти́ста Джира́льди (итал. Giambattista Giraldi), больше известный под именем Чи́нцио Джира́льди (итал. Cinzio Giraldi; 30 ноября 1504, Феррара[…] — 30 декабря 1573, Феррара[…]) — итальянский учёный-гуманист, теоретик литературы и писатель. Самый известный из его трудов — сборник новелл «Экатоммити».

## Биография
Родился в 1504 году в Ферраре, где впоследствии учился в университете. В 1525 году стал профессором натурфилософии, преподавал в Феррарском университете философию и медицину. Двенадцать лет спустя он сменил Челио Кальканьини на кафедре художественной литературы.
Затем состоял секретарём у герцогов Феррарских. С 1542 по 1560 год он был сначала секретарём при Эрколе II д’Эсте, а в дальнейшем и при Альфонсо II д’Эсте. В связи с литературной ссорой потерял покровительство своего патрона и был вынужден в 1560 году покинуть город.
До 1568 года находился в Мондови, где преподавал литературу. Впоследствии, по приглашению сената Милана, он преподавал в Павии. Затем в 1572 году вернулся в Феррару, где в 1573 году умер.

## Творчество
Своей практической и теоретической работами Джиральди Чинтио способствовал реформе итальянской трагедии в античном стиле. В теории он опирался на учение Аристотеля и практику греческой трагедии, однако первым образцом для него был Сенека. Теоретические взгляды изложены Джиральди Чинтио в «Рассуждении о сочинении комедий и трагедий» (1543), а также в сопроводительных замечаниях к трагедии «Орбекка» (пост. 1541). Помимо этой трагедии (сюжет которой навеян «Фиестом» Сенеки), его перу принадлежит ещё 8 пьес («Клеопатра», «Дидона», «Альтила», «Селена», «Арренопия», «Антиваломени», «Эпития», «Эуфимия»). Сюжеты шести последних (как и «Орбекки») были предварительно разработаны им в новеллах. Пьесы эти очень несовершенны, действие едва намечено, персонажи условно-аллегоричны. Не достиг успеха Джиральди Чинтио и в своей эпической поэме «Геркулес» («Ercole», 1557); он написал только 26 песен из 48 задуманных. Налет монотонной дидактики скомпрометировал и те отрывки, которые не лишены поэтичности.
Основным сочинением Джиральди Чинтио считается сборник «Экатоммити» («Сто сказаний», 1565). Часть новелл очевидно вдохновлены «Декамероном» Джованни Боккаччо. Наибольшей известностью пользуются две новеллы: 2-я второй декады, давшая сюжет трагедии «Орбекка», и новелла 7-я третьей декады, рассказывающая историю венецианского мавра (лёгшую в основу шекспировского «Отелло»).

## Публикации на русском языке
- Эпоха Возрождения. М.: Изд-во Просвещение СССР, 1966 (Зарубежная литература)